# Ipomoea sororia
Ipomoea sororia är en vindeväxtart som beskrevs av D.F.Austin och J.L.Tapia. Ipomoea sororia ingår i släktet praktvindor, och familjen vindeväxter. Inga underarter finns listade i Catalogue of Life.